# Tersonia cyathiflora
Tersonia cyathiflora är en tvåhjärtbladig växtart som först beskrevs av Edward Fenzl, och fick sitt nu gällande namn av Alexander Segger George och John William Green. Tersonia cyathiflora ingår i släktet Tersonia och familjen Gyrostemonaceae. Inga underarter finns listade i Catalogue of Life.

## Bildgalleri

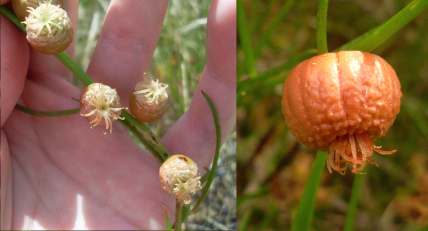